# Rafał Fedaczyński
Rafał Fedaczyński (ur. 3 grudnia 1980 w Hrubieszowie) – polski lekkoatleta, chodziarz.

## Osiągnięcia
Zawodnik Unii Hrubieszów (1998–2008), AZS-AWF Katowice (2008–2016) i AZS UMCS Lublin (od 2016). Srebrny medalista Pucharu Świata w chodzie na 50 km drużynowo (A Coruña 2006). Mistrz kraju w chodzie na 20 kilometrów (2010), trzykrotny mistrz Polski w chodzie na 50 km (2003, 2006, 2011). Członek grupy lekkoatletycznej Silesiathletics. Ósmy zawodnik igrzysk olimpijskich w Pekinie w chodzie na 50 km, uzyskał czas 3:46:51.

## Rekordy życiowe
- chód na 5000 metrów – 19:19,02 (10 września 2011, Kraków[2]) – 7. wynik w historii polskiej lekkoatletyki
- chód na 10 kilometrów – 39:33 (29 maja 2010, Kraków[2]) – 5. wynik w historii polskiej lekkoatletyki
- chód na 20 kilometrów – 1:20:18 (12 kwietnia 2014, Podiebrady[2]) – 3. wynik w historii polskiej lekkoatletyki
- chód na 50 kilometrów – 3:46:05 (26 marca 2011, Dudince[2]) – 7. wynik w historii polskiej lekkoatletyki

## RankingTrack & Field News
- 2008: 8. miejsce (chód na 50 km)[3]